# Marigné-Laillé
Marigné-Laillé település Franciaországban, Sarthe megyében. Lakosainak száma 1618 fő (2022. január 1.). Marigné-Laillé Saint-Mars-d’Outillé, Beaumont-Pied-de-Bœuf, Écommoy, Jupilles, Mayet és Pruillé-l’Éguillé községekkel határos.

## Népesség
A település népességének változása:
| Lakosok száma | 1637 | 1652 | 1696 | 1636 | 1608 | 1611 | 1613 | 1609 | 1618 |
|               | 2013 | 2015 | 2016 | 2017 | 2018 | 2019 | 2020 | 2021 | 2022 |